# Told in the Sierras
Pour plus de détails, voir Fiche technique et Distribution.
Told in the Sierras est un film muet américain réalisé par Francis Boggs et sorti en 1911.

## Fiche technique
- Réalisation : Francis Boggs
- Production : William Selig
- Date de sortie : États-Unis : 22 juin 1911

## Distribution
- Herbert Rawlinson
- Roy Watson
- Al Ernest Garcia
- George Hernandez
- Fred Huntley
- James L. McGee
- Frank Richardson
- Betty Harte
- Anna Dodge